# Arslanlı, Çifteler
Arslanlı là một xã thuộc huyện Çifteler, tỉnh Eskişehir, Thổ Nhĩ Kỳ. Dân số thời điểm năm 2011 là 78 người.